# 25 (DIMENSIONのアルバム)
『25』（トゥエンティファイブ）はDIMENSIONの25枚目のオリジナルアルバム。2012年10月17日にZAIN RECORDSから発売された。

## 内容
韓国、台湾、香港、シンガポール、マレーシア等のアジア各国でのCDリリース及び全世界配信が決定され、本作を引っ提げて、ツアー初日となる10月21日の目黒ブルースアレイジャパン公演はニコニコ生放送での生中継も行った。オリコン週間チャートでは最高順位は85位に更新された。

## 収録曲
1. Take To The Skies
2. Jump Off
3. Dream Of Dreams
4. Raise Your Hand
5. Songbird
6. Our Inspiration
7. Spiral
8. Stay With Me
9. Sad Stories
10. Colors

## レコーディング参加
- 増崎孝司 - ギター
- 小野塚晃 - キーボード
- 勝田一樹 - サックス
  - 川崎哲平 - ベース
  - 須藤満 - ベース
  - 種子田健 - ベース
  - 則竹裕之 - ドラム
  - 坂東慧（T-SQUARE） - ドラム